# Русская селянская организация
Ру́сская селя́нская организа́ция (РСО) — галицко-русская политическая организация в междувоенной Польше.
Начала свою деятельность как Русская народная организация в 1921 году. Офис РСО находился во Львове на улице Русской, 3, там же размещались редакции газет «Русский голос» и «Земля и Воля», которые редактировал глава РСО в 1930-е годы М. Цебринский. Устав РСО гласил, что организация «является союзом русского крестьянского населения, признающего национальное и культурное единство всех русских племён; её целью является защита национально-культурных, экономических и социальных прав русского крестьянина в Польше». РСО входила в состав Русского народного объединения, организации русского этнического меньшинства в межвоенной Польше.
Под эгидой Русской селянской организации в 1920-е годы в распространились кооперативные союзы, центром которых был Русский ревизионный Союз. В 1928 году насчитывалось 135 кооперативов, число членов достигало 12694 человек, из них крестьян 10282 человека. Молочные кооперативы имели свой центр в союзе «Днестросян» во Львове. В 1928 году насчитывалось 1858 человек действительных членов. Кредитные кооперативы группировались вокруг союза «Защита Земли», банка с ограниченной ответственностью, который в 1929 году насчитывал 1082 члена, причём галицко-русская кооперация развивалась без помощи правительственных учреждений.
Во время выборов 1928 года за список РСО-РНО в Галиции проголосовало 80 тысяч человек.
Русская селянская организация поддерживала отношения с культурно-просветительскими, научными и хозяйственными галицко-русскими учреждениями из Львова, среди которых были Ставропигийский институт, Русский народный дом, Общество имени Михаила Качковского, Галицко-русская матица, Общество русских дам, Русский ревизионный союз, Общество «Русская школа», студенческое общество «Друг», а также галицко-русские организации из других городов Галиции.